# 池田町立池田第三小学校
池田町立池田第三小学校（いけだちょうりつ いけだだいさんしょうがっこう）は、福井県今立郡池田町菅生にあった小学校。

## 概要
- 池田町立池田第一小学校と統合し、池田町立池田小学校となったため廃校。

## 学校周辺
- 国道476号